# Guvernul Ion C. Brătianu (4)
Guvernul Ion C. Brătianu (4) a fost un consiliu de miniștri care a guvernat România în perioada 9 iunie 1881 - 20 martie 1888.

## Componența
- Președintele Consiliului de Miniștri

Ion C. Brătianu (9 iunie 1881 - 20 martie 1888)
- Ministrul de interne

Constantin A. Rosetti (9 iunie 1881 - 25 ianuarie 1882)
Ion C. Brătianu (25 ianuarie - 1 august 1882)
Gheorghe Chițu (1 august 1882 - 23 iunie 1884)
Ion C. Brătianu (23 iunie 1884 - 29 aprilie 1887)
General Radu Mihai (29 aprilie 1887 - 1 martie 1888)
ad-int. Constantin Nacu (1 - 20 martie 1888)
- Ministrul de externe

Eugeniu Stătescu (9 iunie 1881 - 1 august 1882)
Dimitrie A. Sturdza (1 august 1882 - 2 februarie 1885)
Ion Câmpineanu (2 februarie - 28 octombrie 1885)
ad-int. Ion C. Brătianu (28 octombrie - 16 decembrie 1885)
Mihail Pherekyde (16 decembrie 1885 - 20 martie 1888)
- Ministrul finanțelor

Ion C. Brătianu (9 iunie - 1 decembrie 1881)
Gheorghe Chițu (1 decembrie 1881 - 25 ianuarie 1882)
George Lecca (25 ianuarie 1882 - 13 septembrie 1885)
ad-int. Constantin Nacu (13 septembrie - 16 decembrie 1885)
Constantin Nacu (16 decembrie 1885 - 1 martie 1888)
Dimitrie A. Sturdza (1 - 20 martie 1888)
- Ministrul justiției

Mihail Pherekyde (9 iunie - 16 noiembrie 1881)
ad-int. Eugeniu Stătescu (16 noiembrie 1881 - 25 ianuarie 1882)
Gheorghe Chițu (25 ianuarie - 1 august 1882)
Eugeniu Stătescu (1 august 1882 - 30 septembrie 1883)
ad-int. Gheorghe Chițu (30 septembrie - 15 noiembrie 1883)
Nicolae Voinov (15 noiembrie 1883 - 14 ianuarie 1885)
ad-int. Ion Câmpineanu (14 ianuarie - 2 februarie 1885)
Constantin Nacu (2 februarie - 16 decembrie 1885)
Eugeniu Stătescu (16 decembrie 1885 - 1 martie 1888)
Dimitrie Gianni (1 - 20 martie 1888)
- Ministrul de război

ad-int. Ion C. Brătianu (9 iunie - 1 decembrie 1881)
Ion C. Brătianu (1 decembrie 1881 - 25 ianuarie 1882)
General Gheorghe Angelescu (25 ianuarie - 1 august 1882)
Ion C. Brătianu (1 august 1882 - 23 iunie 1884)
General Ștefan Fălcoianu (23 iunie 1884 - 13 ianuarie 1886)
ad-int. Ion C. Brătianu (13 ianuarie - 21 februarie 1886)
General Alexandru Anghelescu (21 februarie 1886 - 5 noiembrie 1887)
ad-int. Ion C. Brătianu (5 noiembrie 1887 - 20 martie 1888)
- Ministrul cultelor și instrucțiunii publice

Vasile Alexandrescu Urechia (9 iunie 1881 - 1 august 1882)
Petre S. Aurelian (1 august 1882 - 23 iunie 1884)
Gheorghe Chițu (23 iunie 1884 - 2 februarie 1885)
Dimitrie A. Sturdza (2 februarie 1885 - 1 martie 1888)
Constantin Nacu (1 - 20 martie 1888)
- Ministrul lucrărilor publice

General Nicolae Dabija (9 iunie 1881 - 1 august 1884)
ad-int. Dimitrie A. Sturdza (1 august 1884 - 2 februarie 1885)
General Radu Mihai (2 februarie 1885 - 29 aprilie 1887)
Petre S. Aurelian (29 aprilie 1887 - 20 martie 1888)
- Ministrul agriculturii, domeniilor, industriei și comerțului (Minister nou înființat la 1 aprilie 1883)

Ion Câmpineanu (1 aprilie 1883 - 2 februarie 1885)
Anastase Stolojan (2 februarie 1885 - 17 octombrie 1886)
ad-int. Ion C. Brătianu (17 octombrie 1886 - 29 aprilie 1887)
Vasile Gheorghian (29 aprilie 1887 - 1 martie 1888)
Nicolae Gane (1 - 20 martie 1888)

## Sursa
- Stelian Neagoe - "Istoria guvernelor României de la începuturi - 1859 până în zilele noastre - 1995" (Ed. Machiavelli, București, 1995)

| Precedat(ă) de: Guvernul Dimitrie Brătianu | Guvernul Ion C. Brătianu (4) 9 iunie 1881 - 20 martie 1888 | Succedat(ă) de: Guvernul Theodor Rosetti (1) |